# Cratere Röntgen
Röntgen è un grande cratere lunare di 128,42 km situato nella parte nord-orientale della faccia nascosta della Luna.